# Нітроетан
Нітроетан — належить до класу нижчих аліфатичних нітроалканів із хімічною формулою
C2H5NO2. Нітроетан — це масляниста рідина при стандартній температурі і тиску. Чистий нітроетан безбарвний і має фруктовий запах.

## Отримання
У промисловості нітроетан отримують нітруванням пропану азотною кислотою в газовій фазі при атмосферному тиску і температурі 390—480 °C. Завдяки піролизу вуглеводневих радикалів відбувається утворення нітроалканів з числом атомів меншим, ніж у вихідного пропану. Отримана суміш містить 1-нітропропан, 2-нітропропан, нітроетан і нітрометан. Крім того, утворюються продукти окислення вуглеводню і нітроалканів. Розділення суміші здійснюється фракційною перегонкою.
У лабораторних умовах нітроетан можна отримати реакцією брометану з нітритом натрію в диметилформаміді.
{\displaystyle {\mathsf {CH_{3}CH_{2}Br+NaNO_{2}\rightarrow CH_{3}CH_{2}NO_{2}+NaBr}}}

## Застосування
Нітроетан використовують в органічному синтезі і як розчинник.